# Рјола (Болоња)
Рјола (итал. Riola) је насеље у Италији у округу Болоња, региону Емилија-Ромања.
Према процени из 2011. у насељу је живело 882 становника. Насеље се налази на надморској висини од 274 м.